# Armando Sánchez Málaga González
Armando Sánchez Málaga es un director de orquesta clásica peruano.

## Biografía
Armando Sánchez Málaga  González estudió en el Conservatorio Nacional de Música del Perú, en la facultad de Ciencias y Artes Musicales de la Universidad de Chile y en otras instituciones.
Es fundador de la Orquesta Sinfónica del Conservatorio Nacional de Música del Perú. Ha sido invitado a dirigir orquestas sinfónicas de varios países en el mundo. Recibió numerosos premios, entre ellos el primer premio en el concurso convocado por la facultad de Música de la Universidad de Austin, Texas.
Entre sus obras de creación figuran Madrigales para coro a capela, Preludio y fugas para piano y Canciones y danzas populares para niños.

## Trayectoria profesional
Armando Sánchez Málaga se ha desempeñado tanto en la interpretación artística como en la docencia y ha mostrado interés por el desarrollo de la actividad musical en Latinoamérica. Ha ejercido la docencia en el Conservatorio Nacional de Música, donde dictó cursos de Historia de la Música Peruana y Latinoamericana y Dirección Orquestal y Coral. Además, como director general de esa casa de estudios desde 1986 a 1990, impulsó la adecuación del plan de estudios al currículo universitario, preparando las condiciones para acceder al rango universitario. 
Como director de la OSN, Sánchez Málaga ha desarrollado una importante labor en la difusión de la música peruana y latinoamericana. “Permitió el estreno de obras de nuestros compositores académicos. Cuidó que la programación de la OSN sea muy interesante”.
Se captó una gran audiencia en los años de su gestión. Además en las temporadas de verano se programan conciertos en los que se invitan a jóvenes directores y solistas, con lo que se van forjando las nuevas generaciones de músicos.
San Marcos le otorgará el título de doctor honoris causa: “La distinción que honra toda una vida dedicada a la difícil labor de impulsar el quehacer musical de Perú, con grandes logros a pesar de no contar, muchas veces, con el apoyo económico necesario”.
- Datos: Q5704651